# 特纳经典电影频道
特纳经典电影频道（英語：Turner Classic Movies）是美国有线电视电影频道和卫星电视联播网络，由华纳媒体旗下子公司透納廣播公司经营，总部设在乔治亚州亚特兰大中心商务区帝格伍德。TCM电影资料库属于该网络。
2020年，因應COVID-19，特納電影節(TCM Classic Film Festival)被延後舉辦。